# Плита Манус

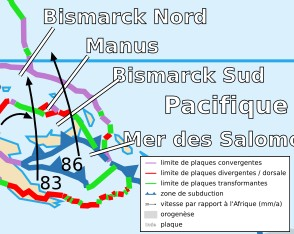
Карта расположения плиты Манус

Плита Манус — литосферная микроплита. Имеет площадь 0.0002 стерадиан. Это наименее изученная тектоническая плита. Обычно ассоциируется с Тихоокеанской плитой.
Есть фундаментом очень небольшой части моря Бисмарка на юго-востоке от острова Манус, в честь которого названа.
Плита Манус граничит с Северо-Бисмаркской и Южно-Бисмаркской плитами.